# Loretta Dorman
Loretta Dorman OAM (* 23. Juli 1963) ist eine ehemalige australische Hockeyspielerin, die mit der Australischen Hockeynationalmannschaft 1988 Olympiasiegerin und 1990 Weltmeisterschaftszweite war.

## Sportliche Karriere
Loretta Dorman begann auf der Highschool in Canberra im Alter von 12 Jahren mit dem Hockeyspiel. Bis 1984 spielte sie in den verschiedenen Auswahlteams für das Australian Capital Territory, danach war sie drei Jahre beim Australian Institute of Sport in Perth und wechselte dann nach Sydney. Dort spielte sie von 1987 bis 1994 in der Auswahl von New South Wales.
Loretta Dorman spielte mit der Nationalmannschaft bei drei großen Turnieren. Bei den Olympischen Spielen 1984 in Los Angeles wurde sie in drei von fünf Spielen eingesetzt. Es nahmen sechs Mannschaften teil, die alle gegeneinander antraten. Am Ende lagen die Mannschaften aus den Vereinigten Staaten und die Australierinnen gleichauf, weshalb ein Siebenmeterschießen über die Bronzemedaille entschied. Dieses gewannen die Amerikanerinnen mit 10:5, wobei Loretta Dorman beim Penaltyschießen nicht dabei war.
Vier Jahre später trat Dorman mit der australischen Mannschaft bei den Olympischen Spielen 1988 in Seoul an. Die Australierinnen belegten in der Vorrunde mit einem Sieg und zwei Unentschieden den zweiten Platz in ihrer Gruppe hinter den Südkoreanerinnen. Nach einem 3:2 im Halbfinale gegen die Niederländerinnen trafen die Australierinnen im Finale wieder auf die Südkoreanerinnen. Im Finale erzielte Debbie Bowman in der 41. Minute den Führungstreffer, das Tor zum 2:0-Endstand steuerte Lee Capes bei. Die Defensivspezialistin Loretta Dorman war in allen fünf Spielen dabei.
1990 war Sydney Austragungsort der Weltmeisterschaft. Die Australierinnen gewannen ihre Vorrundengruppe und siegten im Halbfinale nach Verlängerung gegen die Südkoreanerinnen. Im Finale unterlagen sie den Niederländerinnen mit 1:3.